# 馮魂
冯魂（？—？），南陳、隋朝將領，馮僕的長子，馮暄與馮盎之兄。

## 生平
南陈灭亡后，岭南地区还没有归属，数郡共同推举高凉郡太夫人冼氏为首领，号称“聖母”，保境自守。晋王杨广派遣使节送去陈叔宝写给冼夫人的信，让她归附隋朝。冼夫人派遣她的孙子冯魂率军前去迎接隋朝柱国韦洸。韦洸到达广州，使岭南地区得以平定，韦洸又上表朝廷授予冯魂仪同三司，册封冼夫人为宋康郡夫人。